# Spencer Dryden
Spencer Dryden (New York, 7 aprile 1938 – Petaluma, 11 gennaio 2005) è stato un batterista statunitense componente, dal 1966 al 1970, del gruppo Jefferson Airplane, uno dei gruppi cardine del rock psichedelico di quegli anni nella West Coast.
Ha fatto parte anche dei New Riders of the Purple Sage.

## Biografia
Nato il 7 aprile 1938 a New York da George Dryden Wheeler Jr., un attore britannico che lavorava a Broadway, fratellastro di Charlie Chaplin, e da Alice Chapple, una ballerina del Radio City Music Hall, aveva quindi familiarità con il mondo dello spettacolo ma tenne sempre nascosto il legame di parentela del padre con il famoso comico per evitare gloria riflessa e per ottenere successo con i propri mezzi. La famiglia si trasferì a Los Angeles quando aveva un anno ma qualche tempo dopo, nel 1943, i genitori si separarono. Lui rimase con la madre ma molti pomeriggi e fine settimana li trascorse assieme al padre negli studi dove venivano girati Monsieur Verdoux e Luci della ribalta di Chaplin. In un'intervista dirà: Avevo un parco giochi immenso. Ero sempre circondato da artisti e tipi bohémien. A metà dell'adolescenza, aveva sviluppato interesse per il jazz e la batteria. Dopo essersi diplomato nel 1955, studiò musica e si esibiva con gruppi jazz. Per guadagnare un po' di soldi extra suonò la batteria in locali di striptease come l'Interlude e il Pink Pussycat. In questo incontrò Jeanne Davis che diverrà la sua prima moglie. A Los Angeles Dryden suonò con i The Ashes, un gruppo di Los Angeles che poi si è evoluto nei The Peanut Butter Conspiracy e con Roy Buchanan negli Heartbeat.

### Jefferson Airplane

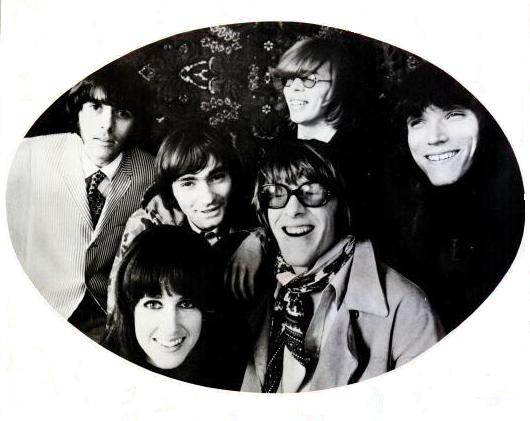
Spencer Dryden (primo a sinistra) con i Jefferson Airplane nel 1967

A metà del 1966, Dryden fu reclutato per sostituire Skip Spence come batterista nei Jefferson Airplane, una delle principali band psichedeliche di San Francisco. Insieme al bassista Jack Casady, contribuì a creare una sezione ritmica eccezionale. Dryden lasciò i Jefferson Airplane nel febbraio 1970. Questo in seguito alle violente esperienze del gruppo al famigerato Altamont Festival, dove il cantante Marty Balin fu messo a terra privo di sensi dai motociclisti degli Hells Angels e uno spettatore del festival, Meredith Hunter, fu accoltellato a morte. Dryden sembrava avere un certo presentimento riguardo al concerto, poiché inizialmente non voleva suonare lì, dicendo che le "vibrazioni" erano sbagliate. 
Nel 1970 sua moglie ebbe un figlio e si trasferirono.

### New Riders of the Purple Sage, Dinosaurs
Dryden abbandonò il mondo della musica per un breve periodo, ma tornò a suonare la batteria come membro dei New Riders of the Purple Sage. Si esibì e registrò con loro dalla fine del 1970 fino al 1977, anno in cui divenne il manager della band. Dopo aver lasciato i New Riders, Dryden suonò a lungo con i Dinosaurs e la band di Barry Melton prima di ritirarsi dalla batteria nel 1995.

### Ultimi anni e il decesso
Dryden e i Jefferson Airplane furono inseriti nella Rock and Roll Hall of Fame di New York nel 1996. Gli anni a seguire però furono funestati da un susseguirsi di problemi personali. Nel 2003 un incendio nella sua casa in California, a Petaluma, mandò in fumo la maggior parte dei suoi beni e dei cimeli della sua carriera. Un concerto di beneficenza fu organizzato dai suoi amici in suo onore nel maggio 2004. Dryden stava per essere sottoposto per la seconda volta ad un intervento all'anca e ad un intervento al cuore. Nel contempo gli era stato appena diagnosticato un cancro allo stomaco che lo portò da lì a poco alla morte sopraggiunta l'11 gennaio 2005.

## Discografia
Con i Jefferson Airplane (1966—1970)
- 1967 — Surrealistic Pillow
- 1967 — After Bathing at Baxter's
- 1968 — Crown of Creation
- 1969 — Bless Its Pointed Little Head (live)
- 1969 — Volunteers
- 1970 — The Worst of Jefferson Airplane (raccolta)
- 1974 — Early Flight (raccolta di brani inediti)
- 1977 — Flight Log (raccolta con brani dei Jefferson Airplane, Paul Kantner, Grace Slick, Jefferson Starship e Jorma Kaukonen)
- 1987 — 2400 Fulton Street (raccolta)
- 1992 — Jefferson Airplane Loves You (raccolta con brani inediti e versioni alternative e live)
- 1998 — Live at the Fillmore East (live registrato nel maggio 1968)
- 2007 — Sweeping Up the Spotlight (live registrato nel novembre 1969)
- 2009 — The Woodstock Experience (live registrato al festival di Woodstock il 17 agosto 1969)

Con i New Riders of the Purple Sage (1971—1977)
- 1971 — New Riders of the Purple Sage
- 1972 — Powerglide
- 1972 — Gypsy Cowboy
- 1973 — The Adventures of Panama Red
- 1974 — Brujo
- 1975 — Oh, What a Mighty Time
- 1976 — New Riders
- 1976 — The Best Of New Riders Of The Purple Sage
- 1977 — Who Are Those Guys?

Con i The Dinosaurs (1982—1989)
- 1988 — The Dinosaurs